# 7e armée (Empire allemand)
Pour les articles homonymes, voir 7e armée.

Drapeau d'état-major d'un haut commandement militaire (1871-1918)

La 7e armée / 7e haut commandement de l'armée (AOK 7) est le nom donné à l'unité majeure de l'armée allemande et à ses autorités de commandement associées pendant la Première Guerre mondiale (1914-1918). Ils comprennent chacun plusieurs corps d'armée ou de réserve ainsi que de nombreuses troupes spéciales.

## Histoire
Lorsque la mobilisation a lieu dans l'Empire allemand le 2 août 1914, huit armées sont formées à partir des huit inspections de l'armée existantes. À partir de la 5e inspection de l'armée (de), la 7e armée est formée dans la région de Strasbourg. Cependant, le haut commandement de l'armée (installé à Karlsruhe) n'est arrivé qu'après quelques jours et le 6e haut commandement de l'armée doit donc commander les troupes de la 7e armée pendant les premiers jours de la guerre, par exemple pendant la bataille de Mulhouse. Même après l'arrivée du 7e haut commandement de l'armée, la 7e armée reste liée aux instructions de la 6e armée jusqu'en septembre 1914, afin d'assurer une approche unifiée des armées voisines dans la bataille de Lorraine (21/22 août 1914).
L'armée comprend les unités de corps suivantes en août 1914 :
- 14e corps d'armée
- 15e corps d'armée
- 14e corps de réserve

Au cours de la course à la mer, la plupart des unités de la 7e armée, et finalement aussi le haut commandement de l'armée, sont déplacés au centre du front ouest allemand le 7 septembre 1914. Les unités restées en Alsace sont désignées sous le nom de « Détachement d'armée Gaede » (à partir de 1916 « Détachement d'armée B »).
La 7e armée reste en guerre de tranchées sur la section de l'Aisne jusqu'en mai 1918 et doit tenir le front entre Noyon et Berry-au-Bac. Lors de la première bataille de l'Aisne en septembre 1914, il est rejoint par le 15e corps d'armée et le 12e corps d'armée et le 7e corps d'armée lui sont affectés. Dans la bataille défensive suivante, la section tenue par la 7e armée au Chemin des Dames est fortement attaquée par l'ennemi, mais a pu être tenue.
À partir du 13 septembre 1914, le quartier général de l'armée se trouve à Laon puis, à partir du 14 mars 1917, à Marle. La seconde bataille de l'Aisne, déclenchée en avril 1917, fait des victimes particulièrement lourdes dans les deux camps. L'opération de percée massive (offensive Nivelle) doit être interrompue en raison des mutineries de l'armée française. La 7e armée est subordonnée à plus de 40 divisions dans cette bataille défensive de deux mois :
- Groupe Crepy (23e corps de réserve)
- Groupe Vailly (11e corps d'armée)
- Groupe Liesse (54e corps)
- Groupe Sissonne (15e corps de réserve (de), relevé par le 65e corps le 19 avril) [3]

Après l'effondrement de l'opération Michael, l'"attaque Archange" est lancée le 6 avril 1918. La nouvelle attaque allemande est lancée par l'aile droite de la 7e armée dans la région de Noyon-Chauny, sa tâche étant de sécuriser le flanc sud encore ouvert de la 18e armée. À la fin du mois de mai 1918, le 7e armée lance une autre offensive majeure lors de la troisième bataille de l'Aisne, qui ramène brièvement les troupes allemandes dans le secteur de la Marne. Dans les autres combats offensifs de Marnebogen, pour lesquels l'AOK 9 est également utilisé à la mi-juin, la 7e armée est subordonnée à six commandements généraux avec plus de 30 divisions :
- 7e corps d'armée (groupe François)
- 54e corps (groupe Larisch)
- 8e corps de réserve (groupe Wichura)
- 25e corps de réserve (groupe Winckler)
- 4e corps de réserve (groupe Conta)
- 65e corps (groupe Schmettow)

Après la contre-offensive française, qui débute le 18 juillet 1918, la retraite vers la Vesle et l'Aisne commence. Le quartier général de la 7e armée retourne à Laon le 2 juin 1918, puis change fréquemment d'emplacement pendant les combats de la retraite. Après la fin de la guerre, le 7e haut commandement de l'armée à Marbourg est dissous